# Дадай
Озеро Да́дай — озеро в Польщі, у Вармінсько-Мазурському воєводстві, що знаходиться за 4 кілометри від міста Біскупець.
- Площа озера становить — 10,02 км² (у тому числі і 15 островів, найбільший з яких площею — 0,1 км²)
- Довжина: 8,5 км
- Середня ширина: 1,15 км
- Максимальна ширина: 2,8 км
- Максимальна глибина: 39,8 м

Озеро Дадай — льодовикове. Воно витягнуто з півночі на південь і сильно повертає у формі, на північному заході де утворюється  невелика затока. Невелика частина островів озера покрита лісом, загальною площею близько 0,25 км². У нижній частині озера — біля каламутних заток, берега вкриті багатьма пагорбами, піском і гравієм . 
Берегова лінія дуже добре розвинена, м'яко підняті берега, в місцях високих і крутих, покриті заростями дерев, але в основному безлісні. Тільки в центральній частині західної околиці озера, в оточенні полів і лугів ростуть ліси.

## Рослинність
На берегах рослинність розкинулась нерівномірно. Часто зустрічаються:
- очерет звичайний
- рогіз
- лілій білого і жовтого кольору[3]